# العلاقات البوليفية النيبالية
العلاقات البوليفية النيبالية هي العلاقات الثنائية التي تجمع بين بوليفيا ونيبال.

## مقارنة بين البلدين
هذه مقارنة عامة ومرجعية للدولتين:
| وجه المقارنة                                              | بوليفيا                                          | نيبال                             |
| --------------------------------------------------------- | ------------------------------------------------ | --------------------------------- |
| المساحة (كم2)                                             | 1.10 مليون                                       | 147.18 ألف                        |
| عدد السكان (نسمة)                                         | 11.05 مليون                                      | 29.40 مليون                       |
| الكثافة السكانية (ن./كم²)                                 | 10.05                                            | 199.76                            |
| العاصمة                                                   | سوكري، لاباز                                     | كاتماندو                          |
| اللغة الرسمية                                             | اللغة الإسبانية، اللغة الأيمرية، كتشوا، غوارانية | اللغة النيبالية                   |
| العملة                                                    | بوليفاريو بوليفي                                 | روبية نيبالية                     |
| الناتج المحلي الإجمالي (بليون دولار)                      | 37.51 مليار                                      | 24.47 مليار                       |
| الناتج المحلي الإجمالي (تعادل القوة الشرائية) بليون دولار | 74.58 مليار                                      | 70.20 مليار                       |
| الناتج المحلي الإجمالي الاسمي للفرد دولار أمريكي          | 3.08 ألف                                         | 743                               |
| الناتج المحلي الإجمالي للفرد دولار أمريكي                 | 6.63 ألف                                         | 2.37 ألف                          |
| مؤشر التنمية البشرية                                      | 0.662                                            | 0.548                             |
| رمز المكالمات الدولي                                      | +591                                             | +977                              |
| رمز الإنترنت                                              | .bo                                              | .np                               |
| المنطقة الزمنية                                           | 00                                               | UTC+05:45، التوقيت الموحد لنيبال ‏ |

## منظمات دولية مشتركة
يشترك البلدان في عضوية مجموعة من المنظمات الدولية، منها:
| علم المنظمة | اسم المنظمة                        | تاريخ انضمام بوليفيا | تاريخ انضمام نيبال |
| ----------- | ---------------------------------- | -------------------- | ------------------ |
|             | الاتحاد البريدي العالمي            | ?                    | ?                  |
|             | مؤسسة التنمية الدولية              | 21 يونيو 1961        | 6 مارس 1963        |
|             | منظمة حظر الأسلحة الكيميائية       | ?                    | ?                  |
|             | منظمة التجارة العالمية             | 12 سبتمبر 1995       | ?                  |
|             | الأمم المتحدة                      | 14 نوفمبر 1945       | 14 ديسمبر 1955     |
|             | وكالة ضمان الاستثمار متعدد الأطراف | 3 أكتوبر 1991        | 9 فبراير 1994      |
|             | منظمة الشرطة الجنائية الدولية      | ?                    | ?                  |
|             | مؤسسة التمويل الدولية              | 20 يوليو 1956        | 7 يناير 1966       |
|             | البنك الدولي للإنشاء والتعمير      | 27 ديسمبر 1945       | 6 سبتمبر 1961      |
|             | يونسكو                             | 13 نوفمبر 1946       | 1 مايو 1953        |

## وصلات خارجية
- موقع وزارة الخارجية البوليفية
- موقع وزارة الخارجية النيبالية